# Garmanella pulchra
Genre
Espèce
Garmanella pulchra est une espèce de poissons appartenant à l'ordre des Cyprinodontiformes et à la famille des Cyprinodontidae. Elle est la seule espèce du genre Garmanella (monotypique).